# FK Dainava

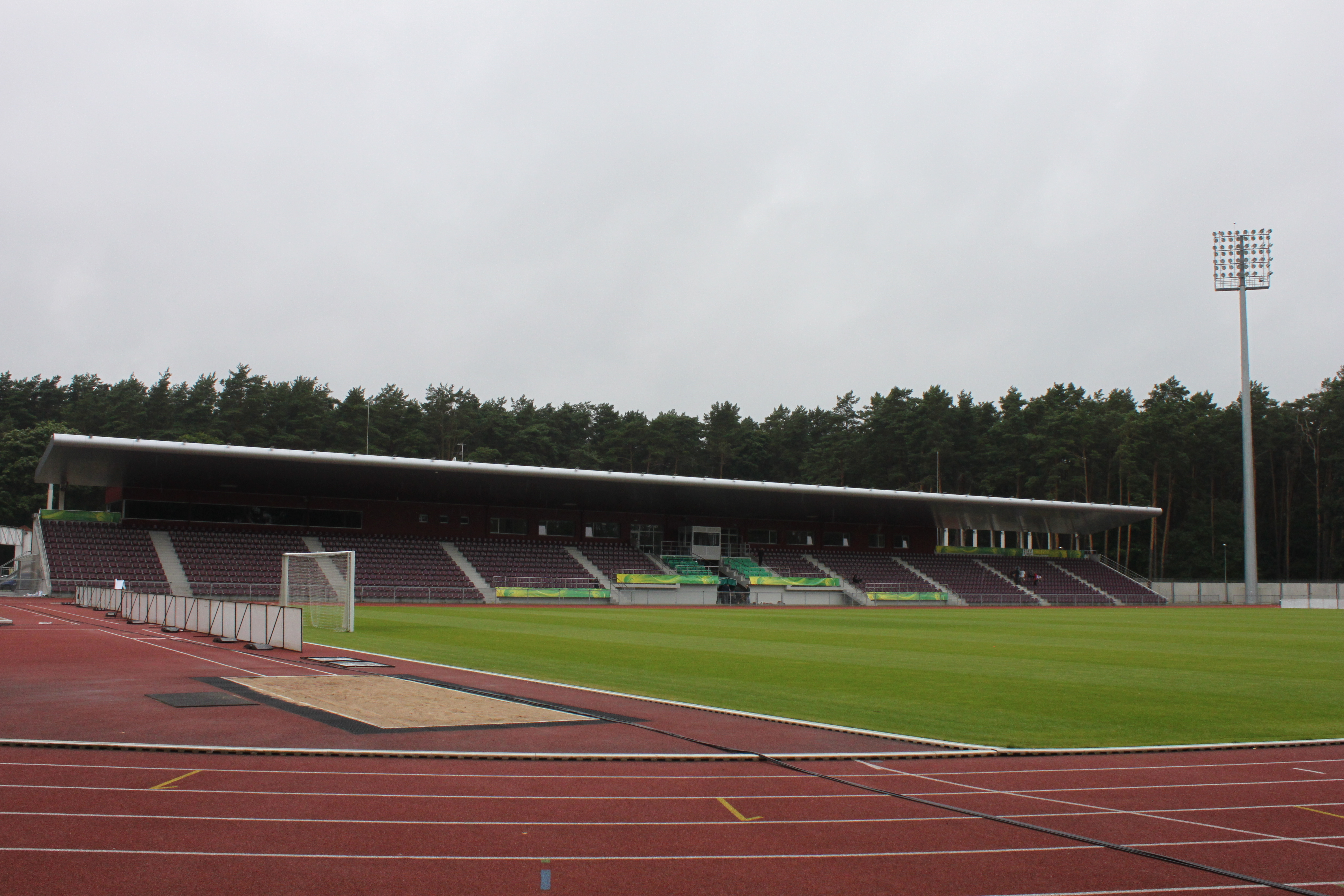
Estadio Alytus

El FK Dainava fue un equipo de fútbol de Lituania que juega en la 1 Lyga, la segunda categoría de fútbol en el país.

## Historia
Fue fundado en el año 1935 en la ciudad de Alytus con el nombre Alytis Alytus y formó parte de la época soviética de Lituania. Tras la independencia de Lituania luego de la caída de la Unión Soviética cambia de nombre por el de Snaige, debutando en la A Lyga en la temporada de 1992/93 en la que termina en 13.er lugar y desciende de categoría.
En 1994 cambia su nombre por el de Daisotra mientras jugaba en la 1 Lyga, y para 1997 lo cambia a su nombre actual. En 1998 logra retornar a la A Lyga tras ganar el título de la segunda división, terminando en octavo lugar en su regreso a la liga, pero un año después termina en último lugar entre 8 equipos, con la suerte de que en esa temporada era de transición y no había descenso de categoría
En 2001 el club desciende a la 1 Lyga tras terminar en último lugar entre 10 equipos, en 2003 cambia su nombre por el de Alytis otra vez y logra ganar el título de la segunda división en 2005 y logra ascender a la A Lyga, pero desciende esa misma temporada. En 2007 vuelve a ganar el título de la segunda división, pero esta vez no logran el derecho de jugar en la máxima categoría por no tener el permiso de la Federación Lituana de Fútbol.
Fue hasta 2011 que el club gana el ascenso a la A Lyga luego de que se fusiona con el Vidzgiris y retoma el nombre de FK Dainava, descendiendo de categoría en el año 2014 donde solo hicieron 9 puntos en 36 partidos y recibieron 143 goles y anotaron solo 12. Luego de escándalos de arreglos de partidos y problemas financieros al final de la temporada 2014, el equipo desaparece.
En 2016 nace el club DFK Dainava como el equipo sucesor.

## Palmarés
- 1 Lyga: 3

1997/98, 2005, 2007

## Entrenadores
- Virginijus Sinkevičius (2010 - 2012)
- Rimvydas Kochanauskas (2012 – 2013)
- Darius Urbelionis (Mayo 2013 – Diciembre 2013)
- Sergei Aleinikov (Marzo 2014 – Mayo 2014)
- Marco Ragini (Mayo 2014 – Diciembre 2014)